# Iława
Iława (în germană Deutsch Eylau) este un oraș în Polonia.

## Personalități născute aici
- Richard Altmann (1852 - 1900), anatomist, histolog german.